# Zwölferturm

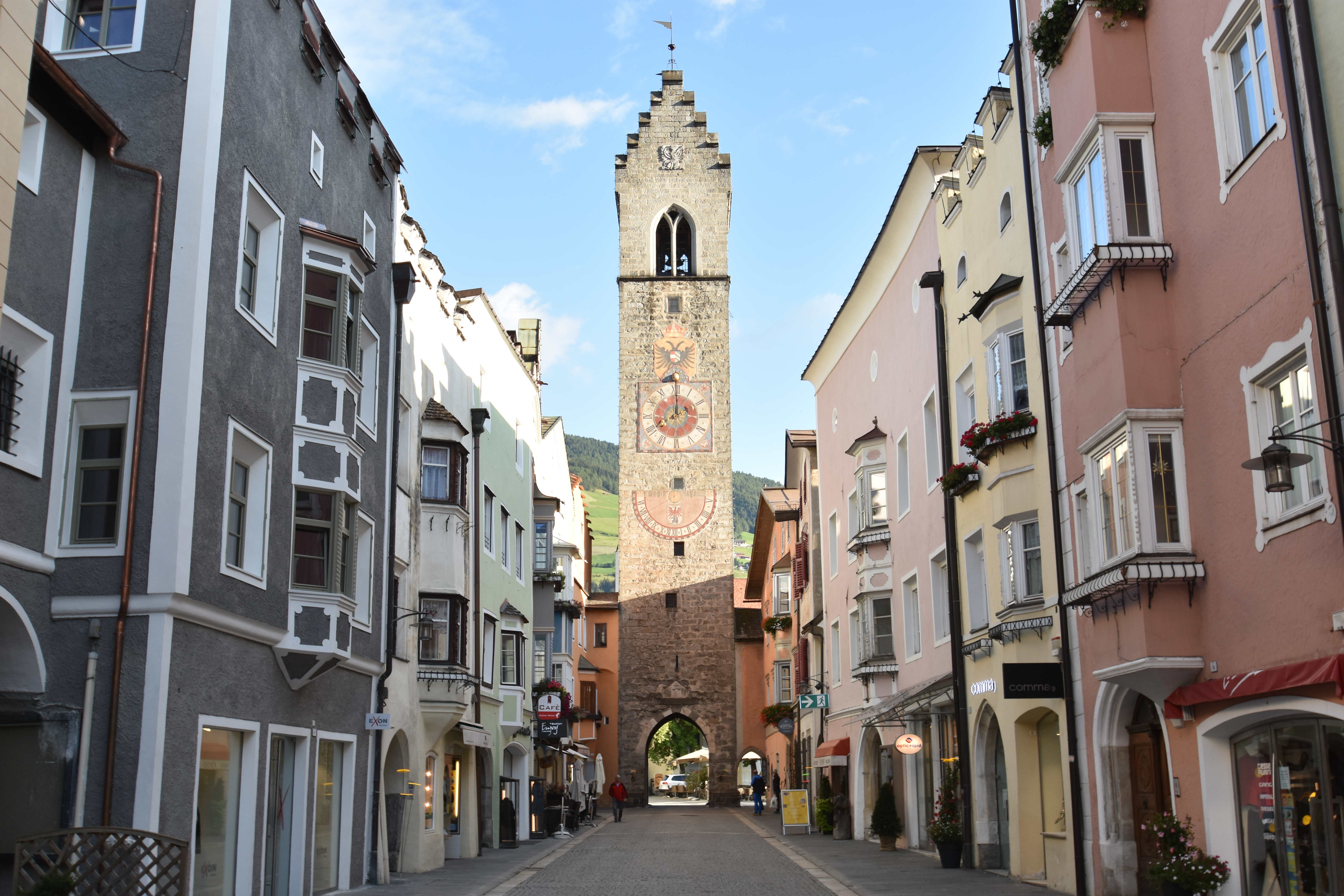
Zwölferturm von Neustadt aus gesehen (2021)

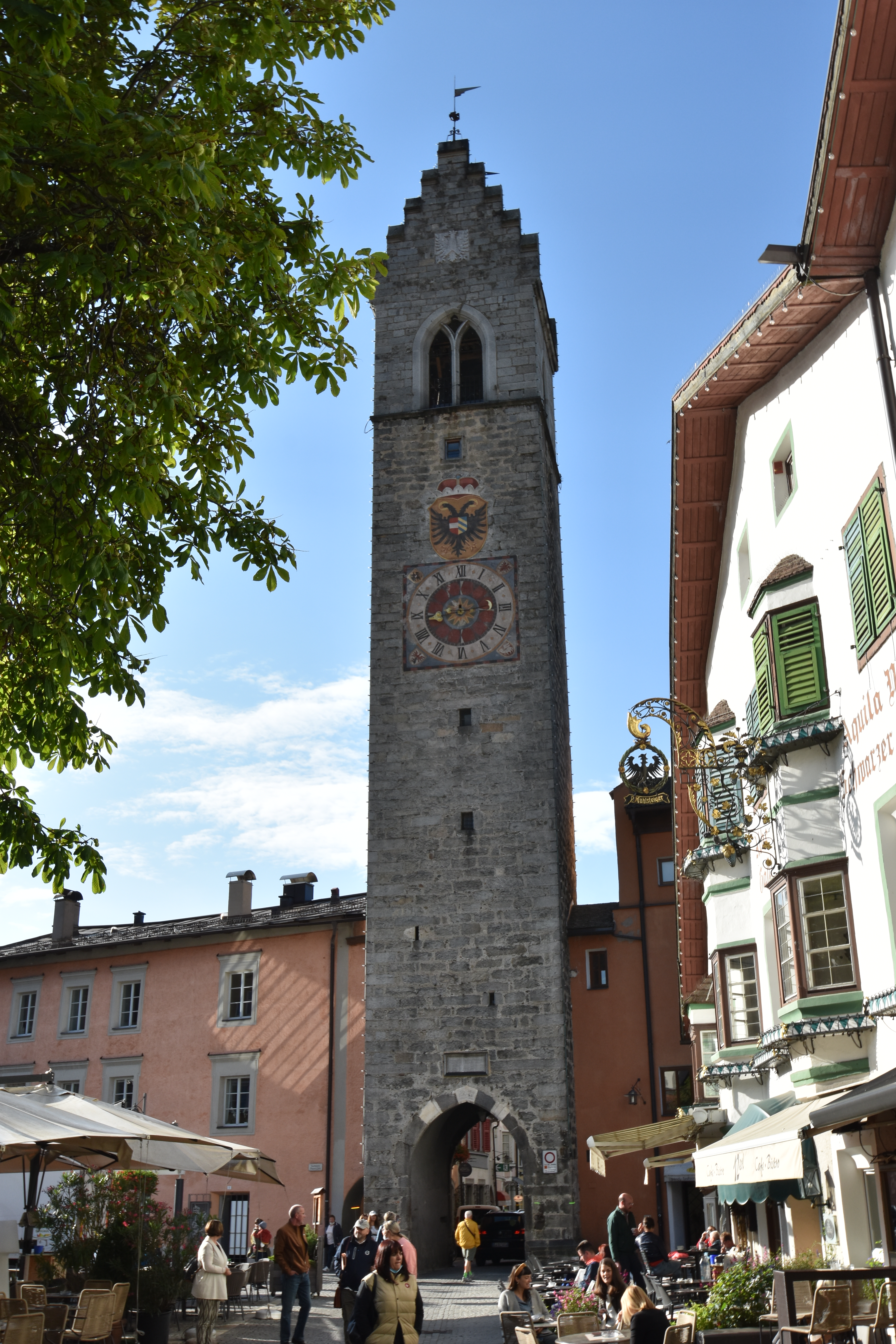
Zwölferturm von Altstadt aus gesehen (2021)

Der Zwölferturm (italienisch Torre delle dodici) ist mit einer Höhe von 46 Metern das höchste Gebäude von Sterzing (italienisch Vipiteno) und damit ein Wahrzeichen der Stadt in Südtirol. Der Name Zwölferturm rührt nach der Überlieferung daher, dass sein 12-Uhr-Schlag die Bewohner zum Mittagessen ruft. Besichtigt werden kann der Turm im Rahmen des Weihnachtsmarktes von Ende November bis Anfang Jänner.

## Geschichte
Der Turm wurde von 1468 bis 1472 anstelle des Oberen Tores nach Plänen des Baumeisters Hans Feur von Sterzing errichtet. Am 3. Oktober 1867 zwischen sechs und sieben Uhr abends brach beim Hirschenwirth ein Feuer aus, mit der Teile vom Turm verbunden sind. Auch das Gebäude, vor allem der obere Teil, wurde nach einem Brand schwer beschädigt. Der gotische Spitzhelm sowie die restlichen hölzernen Bestandteile, ihre Glocken und die Turmuhr, die bis etwa zehn Uhr spätabends noch unbeschädigt erhalten blieb, wurden vom Feuer eingespeist.
Der Wiederaufbau erfolgte 1868 nach Plänen von Josef Faißtnauer um den Gehalt von 5000 Gulden. Die Zimmerarbeiten führte der Zimmermeister Michael Kelderer durch. Im selben Jahr wurden neue Glocken von der Glockengießerei Grassmayr aus Innsbruck gegossen. Zunächst diente der Turm als oberes Stadttor und war später für viele Jahre Sitz der Feuerwehr.

## Baubeschreibung
Der Stadtturm ist aus Granitquadern aufgemauert und besitzt einen Durchgangsbogen. Der Turm wird von einem Satteldach aus Kupferblech mit beidseitigen Treppengiebeln abgeschlossen und ist mit Spitzbogenfenstern ausgestattet. Im ersten Obergeschoss befindet sich im vergitterten Lichtschlitz eine Gefängniszelle.
Oberhalb des Eingangs befindet sich eine weiße Marmortafel aus dem Jahr 1468 mit dem Tiroler Wappen. Sie trägt von der Grundsteinlegung die eingemeißelte Inschrift: „Der durchleuchtig hochgeborene Fürst und Herzog Sigmund, Erzherzog zu Oesterreich zc. hat gelegt an diesen Turm den ersten Grundstein am ersten Pfinstag nach Urbant im 1468 Jar.“ Die neue Turmuhr wurde von Nikodemus Halbeisen gefertigt.